# Лурд
Лурд (на френски: Lourdes, на окситански: Lorda) е град във Франция, в департамента От Пирене. Намира се на река Гав дьо По (на френски: Gave de Pau). Градът е един от най-важните в Европа центрове на поклонничество. През 2012 г. наброява 14466 жители.

## Дева Мария
Според Католическата църква, на 11 февруари 1858 г., четвъртък, на четиринадесетгодишната местна жителка Бернадет Субиру (на френски: Bernadette Soubirous) се явява Дева Мария. Това става в пещерата Масабел, една от многото пещери в планинските разклонения около града.
Бернадет свидетелства за 18 „явявания“ (видения). Последното е на 16 юли същата година. Католическата църква отначало с крайна предпазливост се отнася към твърденията на момичето, което е подложено на многобройни разпити от страна на административните и църковни власти, а също на много медицински освидетелствания, но абсолютно всички от тях признават нейната пълна вменяемост и положително уравновесения характер на личността ѝ. По-късно Бернадет става монахиня.
Църквата щателно проверява всички факти, изнесени от момичето. В резултат на това през 1933 г. тя канонизира момичето под името Света Бернадет и град Лурд става един от най-посещаваните градове не само във Франция, но и в цяла Европа. До пет милиона поклонници идват в Лурд всяка година. Само онези, които се надяват да намерят лек за болестите си тук, са над 70 хиляди годишно. От 1858 г. насам са регистрирани около 7000 случая на необяснимо изцеление. Към 2013 г. само 69 от тях са официално признати от Църквата за чудотворни изцеления..
На мястото, където Дева Мария за първи път се явява на Бернадет, чрез доброволен труд е построен санктуарий (светилище): Нотр-Дам де Лурд (на френски: Notre-Dame de Lourdes). Към него води мостът Сен Мишел (на френски: Pont St-Michel), който е като вход, портал на църквата под открито небе. Ролята на неф изпълнява Еспланадата на процесиите (на френски: Esplanade des processions), следва Подземната базилика на св. Пий X (на френски: Basilique souterraine St-Pie X), в която едновременно могат да се поместят до 25 хил. души. Наблизо е разположена статуята на Дева Мария, поставена сякаш в олтарна ниша.
Основа на санктуария са две базилики: неовизантийската Базилика розария (на френски: Basilique du rosaire) и неоготическата Горна базилика (на френски: Basilique supérieure), наричана също Базилика на непорочното зачатие. От базиликите поклонниците могат да се спуснат до плитката пещера Масабел (на френски: Grotte de Massabielle), където са били виденията. Водата от извора, открит в пещерата от Бернадет, днес е отведена в разположена близо до пещерата зала за пиене, където е достъпна за всички желаещи, а също служи да се пълнят шест женски и единадесет мъжки купела, също намиращи се близо до пещерата. Считани за чудотворни от много вярващи, шишенца с вода са един от основните артикули за търговия в града. На юг от Горната базилика, по стръмните склонове на хълма, има поклоннически път с четиринадесетте спирки по Кръстния път на Исус Христос по пътя към Голгота.

## Забележителности
- Санктуарий.
- Здания, свързани с живота на св. Бернадет.
- Музей на восъчни фигури с експозиция на христиански теми.
- Крепост, от стените на която се открива живописна гледка към санктуария.

## Поклонничества
Годишно Лурд се посещава от над 5 милиона поклонници. Най-големи ежегодни поклоннически мероприятия са Националното френско поклонничество (15 август, денят Успение Богородично), доминиканското поклонничество (7 октомври, празникът на Дева Мария Розария) и международното поклонничество на военнослужещите католици (май).
Благодарение на потока поклонници този малък град в Пиренеите заема второ място във Франция по броя на места в хотелите след Париж, изпреварвайки Ница.
В града има железопътна гара от линията Тулуза – Тарб – По.

## Лурд в изкуството
- „Песента на Бернадет“ (на английски: The Song of Bernadette) – черно-бял филм на режисьора Хенри Кинг, снет през 1943 г. Филмът разказва историята на св. Бернадет Субиру, която твърди, че през 1858 г. осемнадесет пъти ѝ се е явила Дева Мария. В основата на сценария на Джордж Ситон лежи едноименният роман на Франц Верфел, издаден през 1941 г.
- Действието на художествения филм „Лурд“ (2009) на Джесика Хаузнер става в Лурд. Според сюжета героинята Кристина пристига в града за да лекува парализа. Показани са забележителности на града, църкви, пещери, пилигрими; предадена е атмосферата на това място.
- Романът на Емил Зола „Лурд“ също е посветен на този град и разглежда историята на Бернадет и развитието на центъра на поклонничеството от позициите на антиклерикализма.

## Градове партньори
- Алтьотинг (Германия)
- Фатима (Португалия)
- Лорето (Италия)
- Мариацел (Австрия)
- Ченстохова (Полша)